# انتونی اسکاراموچی
انتونی اسکاراموچی (انگلیسی: Anthony Scaramucci؛ زادهٔ ۶ ژانویهٔ ۱۹۶۴) با نام مستعار موچ (به انگلیسی: Mooch)، کارآفرین، سرمایه‌گذار، چهره سیاسی و نویسنده آمریکایی است. در ۲۱ ژوئیه ۲۰۱۷ رئیس‌جمهور ایالات متحده آمریکا دونالد ترامپ او را به عنوان اداره‌کننده ارتباطات کاخ سفید معرفی کرد ولی ده روز بعد او را در ۳۱ ژوئیه ۲۰۱۷ به درخواست جان اف کلی رئیس جدید ستاد کارکنان کاخ سفید برکنار کرد.

## زندگی
انتونی اسکاراموچی در ۶ ژانویهٔ ۱۹۶۴ در لانگ آیلند به دنیا آمد. تحصیلات دانشگاهی اش را در دانشگاه‌های تافتس در ماساچوست و هاروارد در کمبریج گذراند.

## مشاغل
اسکاراموچی در سال ۲۰۰۵ شرکت سرمایه‌گذاری جهان اسکایبریج کپیتال را بنیان نهاد و تا زمان فروختن این شرکت در اوایل سال ۲۰۱۷ برای پیوستن به دولت ترامپ، به عنوان یکی از شرکای مدیریتی آن فعالیت می‌کرد.
در ژوئن ۲۰۱۷ او معاون ارشد و افسر ارشد استراتژی بانک صادرات-واردات ایالات متحده شد.
پس از انتخابات ریاست جمهوری ۲۰۱۶، اسکاراموچی در کمیته اجرایی کمیته انتقال مواضع ریاست جمهوری خدمت کرد. در ۱۲ ژانویه ۲۰۱۷ ترامپ، رئیس جمهور منتخب، اعلام کرد که قصد دارد اسکاراموچی را به عنوان مدیر اداره امور ارتباطات و امور بین‌الملل کاخ سفید تعیین کند. اما به دلیل به تأخیر افتادن بررسی تاییدیه مالی او این انتصاب به تأخیر افتاد و در نهایت، جورج سیافیکس به جای آن منصوب شد.
در ۲۱ ژوئیه ۲۰۱۷ توسط دونالد ترامپ او به عنوان اداره‌کننده ارتباطات کاخ سفید منصوب و جایگزین شان اسپایسر شد.
اسکاراموچی قبلاً به عنوان میزبان یک تلویزیون مالی نمایش هفته وال استریت و همچنین به عنوان مشارکت کننده فاکس نیوز فعالیت داشت.

## ترک کاخ سفید
در ۳۱ ژوئیه ۲۰۱۷، ده روز پس از انتصاب، دونالد ترامپ رئیس‌جمهور آمریکا، اسکاراموچی را از سمت مدیر ارتباطات کاخ سفید برکنار کرد. کاخ سفید در بیانیه کوتاهی گفت: «آنتونی اسکاراموچی پست خود به عنوان مدیر ارتباطات کاخ سفید را ترک می‌کند.»